# 森島守人
森岛守人（日语：／ Morishima Morito，1896年2月16日—1975年2月17日），日本外交官、社会党政治家，曾于1955年至1963年被选为众议院议员。森岛在满洲事变时担任驻奉天代理总领事，之后相继出任驻哈尔滨总领事、驻德国大使馆一等秘书、外务省东亚局局长、驻美国大使馆参赞等职。1941年太平洋战争爆发时，他正担任驻纽约总领事，美日断交后转任驻葡萄牙特命全权公使。